# Адолф Кајнц
Адолф Ади Кајнц (Линц, 5. јун 1903 — 12. јул 1948) бивши је аустријски кајакаш који се такмичио на Олимпијским играма 1936. у Берлину. Веслао је у пару са својим земљаком Алфонсом Дорфнером.

## Биографија
У младости Адолф Кајнц, јњ учио златарски занат и желео је да постане мотоциклиста. Са каријером мотоциклисте, није имао ништа осим ентузијазма. Почео је веслати кајаком од 26 година. Дугогодишњи његов партнер у клуба у кајаку двоседу био Алфонс Дорфнер, који је првобитно сањао о боксерској каријери. Дуо се распао након рата. Током тренинга на Дунаву 1948. Алфонс Дорфнер је тешко повређен, а исте године Адолф Кајнц је умро..

## Спортска биографија
Кроз успехе у међународним регатама, Кајнц и Дорфнер обезбедили су квалификацију за одлазак на Летње олимпијске игре 1936. које су се одржале у Берлину. Такмичили су се у две дисциплине класичног кајака двоседа (К-2) на 1.000 и 10.000 метара. Више успеха имали су у краћој дисциплини К2 -1.000 м освојивши златну медаљу постали су први олимпијски победници у тој дисциплини, јер се кајак и кану први пут били у званичном програму олимпијских игара.
У другој дисциплини са склопивим кајаком Ф-2 10.000 м заузели су 4 место.
Кајнц је освојио и бронзану медаљу у дисциплини К-2 10.000 м у 1938. на Светском првенству у Вакхолму, али је овај пут представљао Немачку, пошто је у то време анектирала Аустрију. Весла је у пару са Адолфом Мауером. У другој дисциплини на 1.000 метара заузеели су 4. место.